# İbrahim Ünal
İbrahim Ünal (* 1. Januar 1935) ist ein ehemaliger türkischer Fußballspieler.

## Karriere
İbrahim Ünal begann seine Karriere bei Kasımpaşa Istanbul. Zwei Jahre lang spielte Ünal bei Kasımpaşa. In der Saison 1960/61 wechselte der Stürmer Vefa Istanbul. 
Wie zuvor schon bei Kasımpaşa, blieb Ünal zwei Jahre bei Vefa. Nach 64 Spielen und sieben Toren ging es für ihn weiter zu Galatasaray Istanbul. In seiner ersten Saison mit den Gelb-Roten gewann İbrahim Ünal die türkische Meisterschaft und den türkischen Pokal. Der türkische Pokal konnte in der nachfolgenden Saison ein weiteres Mal gewonnen werden.
Es folgten zwei Jahre bei MKE Ankaragücü sowie einjährige Engagements in der 2. Liga bei Edirnespor und Aydınspor.

## Erfolge
Galatasaray Istanbul
- Türkischer Meister: 1963
- Türkischer Fußballpokal: 1963, 1964